# Total (Teenage Bottlerocket)
Total è il secondo album inciso dai Teenage Bottlerocket, pubblicato nel 2005.

## Tracce
1. Radio – 2:23
2. So Cool – 2:36
3. Stupid Games – 2:27
4. Fall for Me – 3:02
5. Crashing – 1:23
6. Lost in Space – 2:02
7. Go Awey – 2:14
8. Rebound – 2:18
9. Bloodbuth at Burger King – 2:27
10. Veronica – 2:15
11. Repeat Offender – 2:20
12. A Bomb – 2:38
13. So Far Away – 3:38

## Formazione
- Ray Carilsle; chitarra, voce
- Kody Templeman; chitarra, voce
- Miguel Chen; basso
- Brandon Carlisle; batteria